# Ceratoglyphina bambusae
Ceratoglyphina bambusae är en insektsart som beskrevs av Van der Goot 1917. Ceratoglyphina bambusae ingår i släktet Ceratoglyphina och familjen långrörsbladlöss. Inga underarter finns listade i Catalogue of Life.